# Ayreon

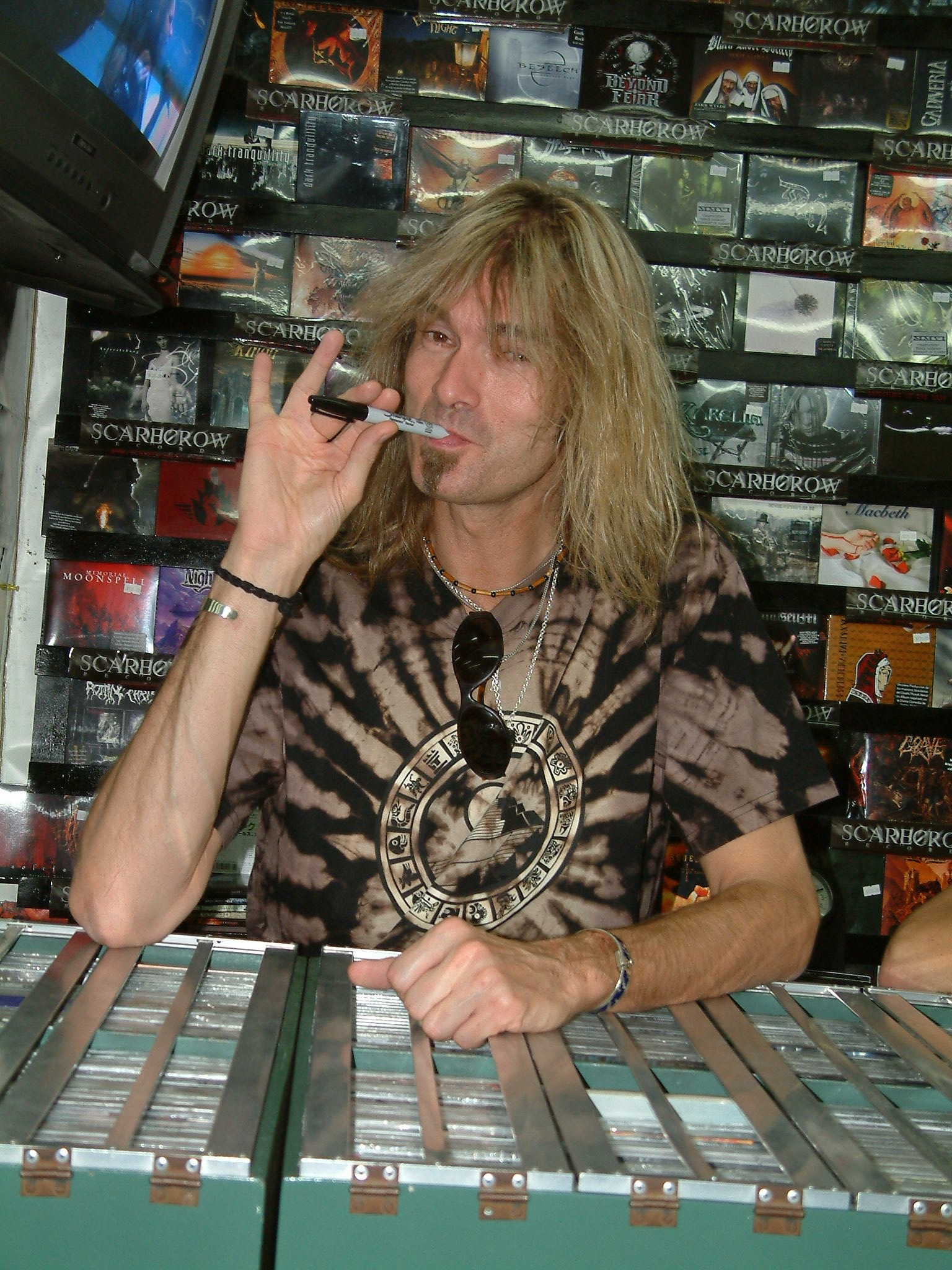
Arjen Lucassen während einer Autogrammstunde, Oktober 2006

Ayreon ist ein Progressive-Rock-/Progressive-Metal-Projekt des niederländischen Musikers Arjen Lucassen.

## Geschichte
Die Geschichte von Ayreon ist auf dem Debütalbum The Final Experiment zu finden. 2084 steht die Erde kurz vor der Zerstörung durch den Menschen, doch die Wissenschaft hat einen Weg gefunden, Botschaften in Form von Traumvisionen in die Vergangenheit zu senden. Die Technologie soll genutzt werden, um Menschen aus vergangenen Tagen über den drohenden Schrecken zu informieren. Die Visionen erreichen Ayreon, einen blinden Minnesänger im Mittelalter. Die Menschheit der Zukunft hofft nun darauf, dass er die Geschichte ändern kann.
Ayreon wurde der Name des gesamten Projekts. Das zweite Album (Actual Fantasy) ist eine Sammlung von unabhängigen Songs, die von verschiedenen Themen aus dem Bereich Fantasy und Science Fiction handeln. So wird zum Beispiel die Thematik und Lucassens Eindrücke von Der Name der Rose im Song Abbey of Synn verarbeitet. Das dritte Album (Into the Electric Castle) wurde eine Rockoper auf zwei CDs. Verschiedene Figuren aus verschiedenen Epochen der Menschheit müssen sich gemeinsam dem Schrecken des Electric Castle stellen, in dem sie vor eine Reihe von schwierigen Prüfungen gestellt werden. Hier kommt auch zum ersten Mal die außerirdische Rasse der Forever vor.
Die beiden Alben The Dream Sequencer und Flight of the Migrator aus dem Jahr 2000 bilden thematisch einen Komplex und nehmen den Handlungsfaden des Debütalbums aus einer anderen Perspektive auf. Sie schildern die Geschichte eines Marskolonisten, der als einziger den in The Final Experiment thematisierten Krieg überlebt und sich durch eine Maschine, den Dream Sequencer, in verschiedene Epochen der Menschheitsgeschichte und des Universums begibt.
Mit The Human Equation kehrte Lucassen in die Realzeit zurück und produzierte ein Konzeptalbum, welches zwanzig Tage im Leben eines Mannes erzählt, der nach einem Autounfall im Krankenhaus im Koma liegt und einen inneren Konflikt mit seinen Gefühlen austrägt. Jedes Gefühl ist dabei personifiziert und wird, wie auch die Stimme des Mannes selbst und die seiner Frau, durch verschiedene Gastsänger aus bekannten Bands des Genres gesungen. Die Stimme des Freundes des Mannes übernimmt Lucassen selbst. Am Ende des Albums ist wieder die Stimme des Dream Sequencers zu hören, wodurch ein Zusammenhang zu den vorherigen Alben gebildet wird.
„01011001“ erzählt die Geschichte der „Forever“, einer hoch entwickelten außerirdischen Rasse, die den Planeten Y bewohnt und sich mit Hilfe von Maschinen am Leben erhält. Durch diese technologische Abhängigkeit drohen jedoch ihre Gefühle immer weiter zu verkümmern, so dass sie sich dazu entschließen, ihre DNA auf einem vorbeiziehenden Kometen durch Extremophile zu deponieren, der sich auf Kollisionskurs mit der Erde befindet. Der Einschlag des Kometen verändert das Abbild des Planeten und löscht die dort lebenden Dinosaurier aus. Durch die mitgebrachte DNA entwickelt sich eine neue Spezies: die Menschen. Eine Gruppe der „Forever“ gibt sich jedoch mit dem Erreichten nicht zufrieden und schickt ihr technologisches Wissen zu ihren Nachkommen auf die Erde. Dort droht es im Jahre 2084 einen finalen Atomkrieg zu entfachen, der das Ende des Planeten bedeuten könnte. 01011001 erzählt somit die Vorgeschichte zu The Final Experiment.
Die binäre Zahl „01011001“ steht für die hexadezimale Zahl „59“ (dezimal 89), die im ASCII-Zeichensatz den Buchstaben „Y“ repräsentiert.
Sämtliche Alben, Actual Fantasy, The Theory of Everything und die beiden Compilations-Alben ausgenommen, bilden einen langen Erzählfaden, der durch 01011001 vollendet wird.
Unter den Gastsängern, die bisher auf den verschiedenen Alben einzelnen Stücken ihre Stimme geben, sind so bekannte Namen wie Sharon den Adel (Within Temptation), Mikael Åkerfeldt (Opeth), Russell Allen (Symphony X), Bob Catley (Magnum), Bruce Dickinson (Iron Maiden), Johan Edlund (Tiamat), Tom Englund (Evergrey), Heather Findlay (Mostly Autumn), Fish (früher Marillion), Anneke van Giersbergen (The Gathering), Daniel Gildenlöw (Pain of Salvation und The Flower Kings), Floor Jansen (After Forever, Nightwish), JB (Grand Magus), Tommy Karevik (Kamelot, Seventh Wonder), Timo Kotipelto (Stratovarius), Hansi Kürsch (Blind Guardian), James LaBrie (Dream Theater), Jørn Lande (Masterplan), Steve Lee (Gotthard), Neal Morse (früher Spock’s Beard und Transatlantic), Tobias Sammet (Avantasia, Edguy), Cristina Scabbia (Lacuna Coil), Simone Simons (Epica), Devin Townsend, John Wetton, Damian Wilson (Threshold) und Phideaux Xavier (Phideaux).
Obwohl Lucassen als Multiinstrumentalist die Aufnahmen zum größten Teil selbst einspielt, holt er sich immer wieder prominente Musiker dazu, die ihn mit Einspielungen und Soli unterstützen, darunter Tomas Bodin (The Flower Kings), Joost van den Broek (After Forever), Ken Hensley, Keith Emerson, Steve Hackett, Lori Linstruth (Stream of Passion), Clive Nolan (Arena), Erik Norlander, Martin Orford (IQ), Michael Romeo, Jordan Rudess, Derek Sherinian, Ed Warby, Oliver Wakeman (Starcastle), Rick Wakeman und Gary Wehrkamp (Shadow Gallery).
Lucassen bedient sich verschiedener Elemente aus der Unterhaltung und kombiniert sie zu einem Ganzen. Ayreon verbindet Musical, Rock, Metal, Oper und Hörspiel. Meist nimmt Lucassen über ein Jahr hinweg verschiedene Ideen in Form von Akkordsequenzen und Melodien auf ein einfaches Tonbandgerät auf. Wenn genug Material vorhanden ist, bearbeitet er es und kombiniert die verschiedenen Elemente. Schritt für Schritt arbeitet er sie aus, unterlegt sie mit Drum-Samples und weiteren Elementen, die später meist durch handgespielte Instrumente ersetzt werden. Bereits dann legt er die Reihenfolge der Songs für das Album fest, denn die Texte sollen ein Gesamtkonzept ergeben. Lucassen engagiert die passenden Sänger, passt die Gesangsmelodien deren individuellen Gesangsstilen an und erst dann, wenn die Geschichte als roter Faden des Albums steht, werden die Texte geschrieben.

## Diskografie

### Studioalben
| Jahr | Titel Musiklabel                                          | Höchstplatzierung, Gesamtwochen, AuszeichnungChartplatzierungen (Jahr, Titel, Musiklabel, Platzierungen, Wochen, Auszeichnungen, Anmerkungen) | Höchstplatzierung, Gesamtwochen, AuszeichnungChartplatzierungen (Jahr, Titel, Musiklabel, Platzierungen, Wochen, Auszeichnungen, Anmerkungen) | Höchstplatzierung, Gesamtwochen, AuszeichnungChartplatzierungen (Jahr, Titel, Musiklabel, Platzierungen, Wochen, Auszeichnungen, Anmerkungen) | Höchstplatzierung, Gesamtwochen, AuszeichnungChartplatzierungen (Jahr, Titel, Musiklabel, Platzierungen, Wochen, Auszeichnungen, Anmerkungen) | Höchstplatzierung, Gesamtwochen, AuszeichnungChartplatzierungen (Jahr, Titel, Musiklabel, Platzierungen, Wochen, Auszeichnungen, Anmerkungen) | Anmerkungen                                                                                             |
| Jahr | Titel Musiklabel                                          | DE | AT | CH | UK | NL | Anmerkungen                                                                                             |
| ---- | --------------------------------------------------------- | --- | --- | --- | --- | --- | --- |
| 1995 | The Final Experiment Transmission Records, InsideOut      | — | — | — | — | — | Erstveröffentlichung: 27. Oktober 1995                                                                  |
| 1997 | Actual Fantasy Transmission Records, InsideOut            | — | — | — | — | — | Erstveröffentlichung: 23. Oktober 1993                                                                  |
| 1998 | Into the Electric Castle Transmission Records, InsideOut  | — | — | — | — | NL49 (7 Wo.)NL | Erstveröffentlichung: 30. August 1998                                                                   |
| 2000 | Universal Migrator Part 1 Transmission Records, InsideOut | DE87 (1 Wo.)DE | — | — | — | NL64 (3 Wo.)NL | Erstveröffentlichung: 20. Juni 2000                                                                     |
| 2000 | Universal Migrator Part 2 Transmission Records, InsideOut | DE90 (1 Wo.)DE | — | — | — | NL61 (3 Wo.)NL | Erstveröffentlichung: 20. Juli 2000                                                                     |
| 2004 | The Human Equation InsideOut                              | DE50 (2 Wo.)DE | — | — | — | NL1 (7 Wo.)NL | Erstveröffentlichung: 25. Mai 2004 erst 2025 nach Wiederveröffentlichung Platz eins in den Niederlanden |
| 2008 | 01011001 InsideOut                                        | DE18 (3 Wo.)DE | — | CH85 (1 Wo.)CH | — | NL2 (9 Wo.)NL | Erstveröffentlichung: 23. Januar 2008                                                                   |
| 2013 | The Theory of Everything InsideOut                        | DE21 (2 Wo.)DE | AT37 (1 Wo.)AT | CH41 (1 Wo.)CH | — | NL3 (6 Wo.)NL | Erstveröffentlichung: 28. Oktober 2013                                                                  |
| 2017 | The Source Mascot Records                                 | DE10 (4 Wo.)DE | AT21 (1 Wo.)AT | CH17 (2 Wo.)CH | — | NL1 (4 Wo.)NL | Erstveröffentlichung: 28. April 2017                                                                    |
| 2020 | Transitus Mascot Records                                  | DE15 (1 Wo.)DE | AT39 (1 Wo.)AT | CH11 (1 Wo.)CH | — | NL1 (2 Wo.)NL | Erstveröffentlichung: 25. September 2020                                                                |

### Livealben
| Jahr | Titel Musiklabel                                    | Höchstplatzierung, Gesamtwochen, AuszeichnungChartplatzierungen (Jahr, Titel, Musiklabel, Platzierungen, Wochen, Auszeichnungen, Anmerkungen) | Höchstplatzierung, Gesamtwochen, AuszeichnungChartplatzierungen (Jahr, Titel, Musiklabel, Platzierungen, Wochen, Auszeichnungen, Anmerkungen) | Höchstplatzierung, Gesamtwochen, AuszeichnungChartplatzierungen (Jahr, Titel, Musiklabel, Platzierungen, Wochen, Auszeichnungen, Anmerkungen) | Höchstplatzierung, Gesamtwochen, AuszeichnungChartplatzierungen (Jahr, Titel, Musiklabel, Platzierungen, Wochen, Auszeichnungen, Anmerkungen) | Höchstplatzierung, Gesamtwochen, AuszeichnungChartplatzierungen (Jahr, Titel, Musiklabel, Platzierungen, Wochen, Auszeichnungen, Anmerkungen) | Anmerkungen                         |
| Jahr | Titel Musiklabel                                    | DE | AT | CH | UK | NL | Anmerkungen                         |
| ---- | --------------------------------------------------- | --- | --- | --- | --- | --- | ----------------------------------- |
| 2016 | The Theater Equation InsideOut                      | DE12 (2 Wo.)DE | — | — | — | NL69 (1 Wo.)NL | Erstveröffentlichung: 17. Juni 2016 |
| 2018 | Universe – Best of Ayreon Live Mascot Records       | DE13 (3 Wo.)DE | — | CH39 (1 Wo.)CH | — | NL6 (1 Wo.)NL | Erstveröffentlichung: 30. März 2018 |
| 2020 | Electric Castle Live and Other Tales Mascot Records | DE14 (2 Wo.)DE | AT67 (1 Wo.)AT | CH28 (1 Wo.)CH | — | NL1 (2 Wo.)NL | Erstveröffentlichung: 27. März 2020 |
| 2024 | 01011001 – Live Beneathe the Waves Mascot Records   | — | — | — | — | NL2 (1 Wo.)NL | Erstveröffentlichung: 17. Mai 2024  |

Weitere Livealben
- 2006: Live in the Real World (Stream of Passion feat. Ayreon)

### Kompilationen
| Jahr | Titel Musiklabel                           | Höchstplatzierung, Gesamtwochen, AuszeichnungChartplatzierungen (Jahr, Titel, Musiklabel, Platzierungen, Wochen, Auszeichnungen, Anmerkungen) | Höchstplatzierung, Gesamtwochen, AuszeichnungChartplatzierungen (Jahr, Titel, Musiklabel, Platzierungen, Wochen, Auszeichnungen, Anmerkungen) | Höchstplatzierung, Gesamtwochen, AuszeichnungChartplatzierungen (Jahr, Titel, Musiklabel, Platzierungen, Wochen, Auszeichnungen, Anmerkungen) | Höchstplatzierung, Gesamtwochen, AuszeichnungChartplatzierungen (Jahr, Titel, Musiklabel, Platzierungen, Wochen, Auszeichnungen, Anmerkungen) | Höchstplatzierung, Gesamtwochen, AuszeichnungChartplatzierungen (Jahr, Titel, Musiklabel, Platzierungen, Wochen, Auszeichnungen, Anmerkungen) | Anmerkungen                |
| Jahr | Titel Musiklabel                           | DE | AT | CH | UK | NL | Anmerkungen                |
| ---- | ------------------------------------------ | --- | --- | --- | --- | --- | -------------------------- |
| 2022 | Universal Migrator – Part I & II InsideOut | DE77 (1 Wo.)DE | — | — | — | NL4 (1 Wo.)NL | Erstveröffentlichung: 2022 |

Weitere Kompilationen
- 2000: Ayreonauts Only
- 2008: Timeline

### Singles & EPs
- 1995: Sail Away to Avalon
- 1996: The Stranger from Within
- 2000: Temple of the Cat
- 2000: Temple of the Cat: Acoustic Version
- 2004: Day Eleven: Love
- 2004: Day Sixteen: Loser
- 2005: Come Back to Me
- 2008: Elected (EP, Ayreon feat. Avantasia)
- 2020: Talk of the Town (EP)
- 2020: The Last Day of War and the First Day of Peace

### Videoalben
| Jahr | Titel                                | Höchstplatzierung, Gesamtwochen, AuszeichnungChartplatzierungen (Jahr, Titel, Platzierungen, Wochen, Auszeichnungen, Anmerkungen) | Höchstplatzierung, Gesamtwochen, AuszeichnungChartplatzierungen (Jahr, Titel, Platzierungen, Wochen, Auszeichnungen, Anmerkungen) | Höchstplatzierung, Gesamtwochen, AuszeichnungChartplatzierungen (Jahr, Titel, Platzierungen, Wochen, Auszeichnungen, Anmerkungen) | Höchstplatzierung, Gesamtwochen, AuszeichnungChartplatzierungen (Jahr, Titel, Platzierungen, Wochen, Auszeichnungen, Anmerkungen) | Höchstplatzierung, Gesamtwochen, AuszeichnungChartplatzierungen (Jahr, Titel, Platzierungen, Wochen, Auszeichnungen, Anmerkungen) | Anmerkungen                |
| Jahr | Titel                                | DE | AT | CH | UK | NL | Anmerkungen                |
| ---- | ------------------------------------ | --- | --- | --- | --- | --- | -------------------------- |
| 2006 | Live In The Real World               | — | — | — | — | NL16 (5 Wo.)NL |                            |
| 2016 | The Theater Equation                 | — | — | — | — | NL3 (19 Wo.)NL |                            |
| 2018 | Universe - Best of Ayreon Live       | — | — | — | — | NL1 (43 Wo.)NL |                            |
| 2020 | Electric Castle Live and Other Tales | — | — | — | UK8 (3 Wo.)UK | — | Erstveröffentlichung: 2020 |